# 上海市监狱管理局
上海市监狱管理局是主管中國上海监狱工作的一個机关，隸屬於上海市司法局。

## 歷史
1949年上海戰役后是5月28日，中国人民解放军上海市军事管制委员会法院接管处接管了中華民國司法行政部下轄的上海市监狱及3个看守所。1949年8月11日，上海市人民法院成立後，上海市监狱划归上海市人民法院管理。1951年5月，上海的监狱划归上海市公安局管理。1952年6月，上海市公安局劳改处成立，勞改處具體負責監獄業務。1964年12月，上海市公安局劳改处改称上海市公安局劳改局。1967年3月，監獄劃歸中国人民解放军上海警备区监狱军管办公室管理。1968年1月，中国人民解放军上海警备区监狱军管办公室改为中国人民解放军上海市公检法军管会劳改局军管组。
1974年1月，監獄又由上海市劳改局管理，劳改局依然隸屬於上海市公安局。1978年3月至1980年7月，恢復舊名上海市公安局劳改局。1980年7月，又改叫上海市劳改局。1983年7月1日起，上海市公安局將監獄業務以及上海市劳改局移交給上海市司法局管理。
1994年12月29日，上海市劳改局改名上海市劳动教养工作管理局。1995年6月2日，上海市劳动改造工作管理局更名上海市监狱管理局，成立時上海市监狱管理局下轄7个监狱：上海市提篮桥监狱、上海市五角场监狱、上海市周浦监狱、上海市青浦监狱、上海市北新泾监狱、上海市白茅岭监狱、上海市军天湖监狱。附属机构有：上海市监狱总医院、上海市司法警官学校。
截至2010年，除了2個附屬機構不變外，上海市监狱管理局管轄的監獄性質的機構增加12个，除了原本7個監獄外，還管轄上海市女子監獄、上海市新收犯监狱、上海市宝山监狱、上海市南汇监狱和上海市未成年犯管教所。